# Tatiri Baru
Tatiri Baru ist eine osttimoresische Siedlung im Suco Mulo (Verwaltungsamt Hato-Udo, Gemeinde Ainaro).

## Geographie und Einrichtungen
Das Dorf liegt im Süden der Aldeia Tatiri, auf einer Meereshöhe von 1239 m. Die Siedlung liegt an der Überlandstraße von Ainaro nach Dili. Südwestlich befindet sich das Dorf Dare und nordöstlich das Dorf Hautio. Etwas weiter südlich befinden sich bereits im Suco Mauchiga die Orte Ernaro, Karaulun und Boetua, nördlich der Ort Tatiri Lama.
In Tatiri Baru befindet sich eine Grundschule.